# Месоамериканські піраміди

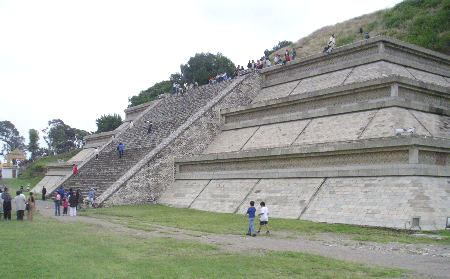
Піраміда Чолули

Месоамериканські піраміди або пірамідальні структури є важливою частиною стародавньої месоамериканської архітектури. Ці структури, як правило є східчастими пірамідами з храмами на вершині, вони більше схожі на зикурати Месопотамії, ніж пірамід Стародавнього Єгипту. Найбільша піраміда Месоамерики, Велика піраміда Чолули, є найбільшою пірамідою за обсягом у світі.
Створенням цих пірамід в різні часи займалися різні народи і етноси. Нижче коротко описуються їх внески.

## Ацтеки
Ацтеки — люди з багатою міфологією і культурною спадщиною, домінували в центральній Мексиці в 14, 15 і 16 століттях.
Їх столиця Теночтітлан на березі озера Тескоко знаходиться на місці сучасного Мехіко. Вони були пов'язані з попередніми культурами в басейні Мексики, таких як культура Теотіуакана, стиль будівель яких вони перейняли і адаптували.
- Малиналько
- Темпло Майор

## Мая

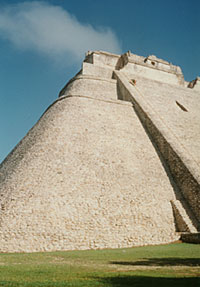
Ушмаль

Мая — народ, який жив на півдні Мексики і північної Центральної Америки (Гватемала, Беліз, Гондурас західній і крайній північ Сальвадору) з близько історією в 3000 років. Археологічні дані показують, що мая почали будувати церемоніальні архітектурні споруди приблизно 3000 років тому. Найбільш ранні пам'ятки складалися з простих курганів, попередники ступінчастих пірамід з періоду Перед-класичного періоду і за його межами. Ці піраміди складаються зі складних різьблених блоків каменю, щоб створити ступінчасту конструкцію. Багато з цих структур на верхніх майданчиках закінчуються ритуальними будівлями. Маянські пірамідоподібні структури також зводились щоб служити місцем поховання для сильних правителів. Вони зустрічаються в найрізноманітніших формах і функціях, які мають ряд регіональних відмінностей.
- Алтун Ха
- Калакмул
- Караколь
- Комалькалько
- Копан
- Чичен-Іца
- Ель-Мірадор
  - Ла-Данта — найбільший храм мая. Храму досягає 79 метрів (259 футів) у висоту і з обсягом 2800000 кубометрів, це одна з найбільших пірамід у світі.
  - Ель Тігре
  - Лос-Монос
- Ламанай
- Паленке: Храм написів
- Тікаль: Тікаль Храм I; Тікаль Храм V
- Ушмаль

## Тараски
Тараски були доколумбовою культурою, яка розташовувалася в сучасному мексиканському штаті Мічоакан. Регіон нині населений сучасними нащадками пурепеча. Архітектура тарасків відрізняється «Т»-подібними ступінчастими пірамідами, відомими як яката.
- Цинцунцан

## Теотіуакан

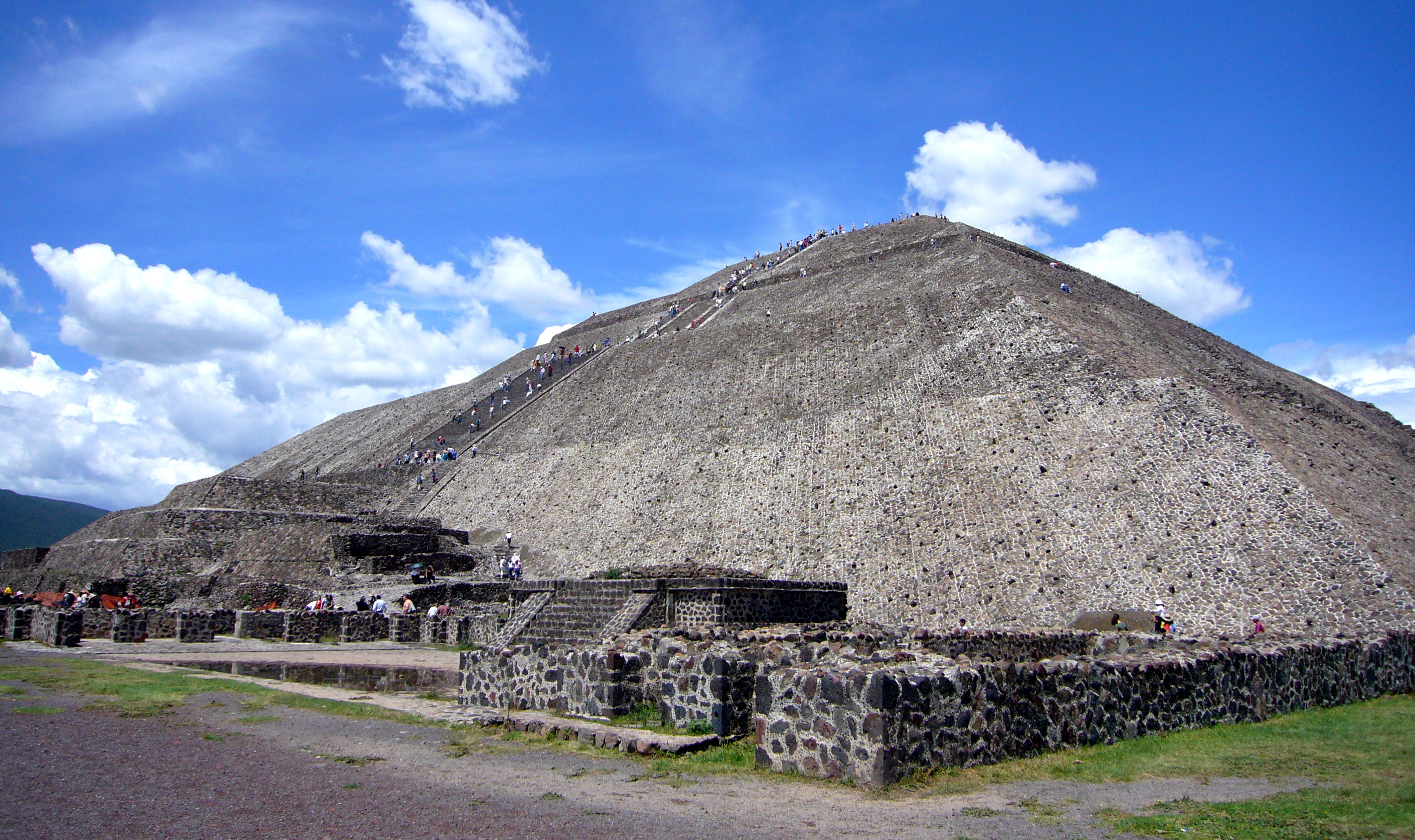
Піраміда Сонця

Цивілізація Теотіуакан існувала приблизно з 300 р. до н. е. до 500 року н. е., великою мірою включала більшу частину Мезоамерики. Культура Теотіуакан занепала близько 550 і продовжилася в кількох великих містах-держав, таких як Шочикалко (жителі якої були, ймовірно, з етносу Матлацинка), Чолула (жителі якої, ймовірно, були Ото-Манги), а пізніше урочисте місце Тула (яке як традиційно стверджують було побудоване тольтеками, але як вважають нині, був заснований культурою Уастекі).
- Ель-Кастільйо і Храму преосвященних в Чичен-Іца
- Піраміди Сонця, Місяця і храм Пернатого змія в Теотіуакані.
- Шочикалко
- Тула
- Талуд-таблеро (англ. Talud-tablero)

## Класична культура Веракрус
Найвідоміша піраміда класичної культури Веракрус, Піраміда Ніш в Ель Тахін, менша ніж у їхніх сусідів і наступників, але складніша.
- Ель Тахін

## Запотеки
Запотеки були одними з найбільш ранніх мезоамериканських культур і панували над регіоном долини Оахака з початку першого тисячоліття до н. е. до 14 століття.
- Монте-Албан
- Мітла

## Інші етноси
Наступні історичні місцевості з північної Мезоамерики, створені культурами чия етнічна приналежність невідома:

### Альтавіста

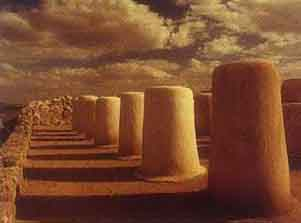
Чальчіути

Цей астрономічний і церемоніальний центр був створений культурою Чальчіут. Ця зона вважається важливим археологічним центром через дивну, точну функцію повчання. Ті, які виділяються більшість з них:Місячна площа, Піраміда обітниць (англ. The Votive Pyramid), Сходи Гаміо і Лабірінт. У лабіринті ви можете оцінити з високою точністю відповідне рівнодення і пору року.

## Ла Квемада
Велика кількість будівель були побудовані на штучних терасах по схилах пагорба. Матеріали, використовувані тут, включають плити з каменю та глини. Найважливішими структурами є: Колонний зал, Майданчик для гри в м'яч (англ. The Ball Court), Піраміди обітниць, Палац з бараками. На найвищій частині гори знаходиться Фортеця. Цей об'єкт складається з невеликої піраміди і платформи, оточеної стіною, що становить понад 800 м в довжину і до шести футів висотою. Ла Квемада (англ. La Quemada) був заснований в період з 800 до 1200 року. Їх засновники і мешканці не були виявлені з упевненістю, але, ймовірно, належали до або чальчіутської (англ. Chalchihuites) культури або, до культури сусідніх Малпасо.

## Інтернет-ресурси
- Відвертість пірамід (історична розвідка)